# GNU C Library

GNU C Library

GNU libc (glibc lub libc6) – wersja standardowej biblioteki języka C, stworzona w ramach projektu GNU.
Udostępnia funkcjonalność wymaganą przez UNIX 98, Single UNIX Specification, POSIX (1c, 1d i 1j) oraz część funkcjonalności wymaganej przez normę ISO C99, a dodatkowo rozszerzenia uznane za konieczne lub użyteczne w trakcie tworzenia GNU.

## Historia
Glibc została napisana przez Rolanda McGratha pracującego dla FSF w latach 80. XX wieku.
W lutym 1988 roku FSF określiła glibc jako prawie spełniającą funkcjonalność wymaganą przez ANSI C. W roku 1992 miała zaimplementowane funkcje ANSI C-1989 i POSIX.1-1990.

### Linuksowy fork
We wczesnych latach 90. XX wieku programiści jądra Linux – po tym jak FSF zbyt wolno reagowała na ich prośby o dodanie nowych funkcji – zrobili rozgałęzienie glibc, nazywając je „Linux C Library”. Przez lata rozwoju doszli oni do wersji 5 (libc5).
Gdy w roku 1996 FSF wydała glibc 2.0, okazało się, że w większym stopniu spełnia standard POSIX, ma lepsze wsparcie wielojęzykowości, IPv6, a jej kod był bardziej przenośny. W takiej sytuacji programiści jądra Linux zdecydowali się nie kontynuować swojego rozgałęzienia i z powrotem używać GNU libc, zaś sama biblioteka została oznaczona wersją 6 (libc6).

## Historia wersji
Dla większości systemów, wersję biblioteki standardowej języka C można otrzymać poprzez uruchomienie pliku biblioteki (na przykład, /lib/libc.so.6).
| Wersja        | Data                         | Uwagi | Zastosowanie                                             |
| ------------- | ---------------------------- | --- | -------------------------------------------------------- |
| 0.1 – 0.6     | październik 1991 – luty 1992 | |                                                          |
| 1.0           | luty 1992                    | |                                                          |
| 1.01 – 1.09.3 | marzec 1992 – grudzień 1994  | |                                                          |
| 1.90 – 1.102  | maj 1996 – styczeń 1997      | |                                                          |
| 2.0           | styczeń 1997                 | |                                                          |
| 2.0.1         | styczeń 1997                 | |                                                          |
| 2.0.2         | luty 1997                    | |                                                          |
| 2.0.91        | grudzień 1997                | |                                                          |
| 2.0.95        | lipiec 1998                  | |                                                          |
| 2.1           | luty 1999                    | |                                                          |
| 2.1.1         | marzec 1999                  | |                                                          |
| 2.2           | listopad 2000                | |                                                          |
| 2.2.1         | styczeń 2001                 | |                                                          |
| 2.2.2         | luty 2001                    | |                                                          |
| 2.2.3         | marzec 2001                  | |                                                          |
| 2.2.4         | lipiec 2001                  | |                                                          |
| 2.3           | październik 2002             | |                                                          |
| 2.3.1         | październik 2002             | |                                                          |
| 2.3.2         | luty 2003                    | | Debian 3.1 (Sarge)                                       |
| 2.3.3         | grudzień 2003                | |                                                          |
| 2.3.4         | grudzień 2004                | Standard dla Linux Standard Base (LSB) 3.0 | RHEL 4 (Update 5)                                        |
| 2.3.5         | kwiecień 2005                | | SLES 9                                                   |
| 2.3.6         | listopad 2005                | | Debian 4.0 (Etch)                                        |
| 2.4           | marzec 2006                  | Standard dla LSB 4.0 | SLES 10                                                  |
| 2.5           | wrzesień 2006                | | RHEL 5                                                   |
| 2.6           | maj 2007                     | |                                                          |
| 2.7           | październik 2007             | | Debian 5 (Lenny), Ubuntu 8.04                            |
| 2.8           | kwiecień 2008                | |                                                          |
| 2.9           | listopad 2008                | |                                                          |
| 2.10          | maj 2009                     | |                                                          |
| 2.11          | październik 2009             | | SLES 11, Ubuntu 10.04, eglibc użyto w Debian 6 (Squeeze) |
| 2.12          | maj 2010                     | | RHEL 6                                                   |
| 2.13          | styczeń 2011                 | | eglibc 2.13 użyto w Debian 7 (Wheezy)                    |
| 2.14          | czerwiec 2011                | |                                                          |
| 2.15          | marzec 2012                  | | Ubuntu 12.04 and 12.10                                   |
| 2.16          | czerwiec 2012                | Wsparcie dla x32 ABI, zastosowanie ISO C11, SystemTap |                                                          |
| 2.17          | grudzień 2012                | Wsparcie dla 64-bitowej architektury ARM | Ubuntu 13.04, RHEL 7                                     |
| 2.18          | sierpień 2013                | Udoskonalono wsparcie dla C++11. Wsparcie dla mikroarchitektur MicroBlaze i POWER8 |                                                          |
| 2.19          | luty 2014                    | | Ubuntu 14.04                                             |
| 2.20          | wrzesień 2014                | |                                                          |
| 2.21          | luty 2015                    | |                                                          |
| 2.22          | sierpień 2015                | |                                                          |
| 2.23          | luty 2016                    | |                                                          |
| 2.24          | sierpień 2016                | | Fedora 25, Ubuntu 16.10 i 17.04, Debian 9                |
| 2.25          | luty 2017                    | Dodany plik nagłówkowy <sys/random.h> (w nim funkcje getentropy i getrandom) | Fedora 26                                                |
| 2.26          | sierpień 2017                | | Fedora 27, Ubuntu 17.10                                  |
| 2.27          | luty 2018                    | Wsparcie dla architektury RISC-V | Fedora 28, Ubuntu 18.04                                  |
| 2.28          | sierpień 2018                | Unikod w wersji 11.0.0 | Ubuntu 18.10, Debian 10, Fedora 29, RHEL 8               |
| 2.29          | luty 2019                    | Dodana funkcja getcpu (specyficzna dla Linuksa), optymalizacje funkcji matematycznych (m.in. exp, log), poprawki bezpieczeństwa i wiele innych | Ubuntu 19.04, Fedora 30                                  |
| 2.30          | sierpień 2019                | Wsparcie dla Unikodu w wersji 12.1.0; szereg nowych funkcji (większość spec. dla Linuksa), dodatkowe zabezpieczenia funkcji przydzielających pamięć (z rodziny malloc), wsparcie dla kalendarzy chińskich i wybranych japońskich znaków z nowej wersji Unikodu, i wiele innych |                                                          |